# 1307년

## 연호
- 원(元) 대덕(大德) 11년
- 일본(日本) 도쿠지(徳治) 2년
- 쩐 왕조(陳朝) 흥롱(興隆) 15년

## 기년
- 원(元) 성종(成宗) 13년
- 고려(高麗) 충렬왕(忠烈王) 복위 9년
- 쩐 왕조(陳朝) 영종(英宗) 15년

## 사건
- 10월 13일 (13일의 금요일) – 필리프 4세의 프랑스 성전 기사단 체포

## 사망
- 일자 불명 - 두아, 차가타이 칸국의 칸
- 7월 7일 - 에드워드 1세, 잉글랜드 국왕.
- 2월 10일 - 테무르, 원나라의 2대 황제
- 일자 불명 - 불루간, 테무르의 황후
- 일자 불명 - 아쿠타이, 원나라의 좌승상